# Lemonia sardanapalus
Lemonia sardanapalus is een vlinder uit de familie van de herfstspinners (Brahmaeidae). De wetenschappelijke naam van de soort is voor het eerst geldig gepubliceerd in 1887 door Otto Staudinger.